# نانهد
longitudeنانهدlatitudeنانهد
نانهد (به انگلیسی: Nunhead) یک ناحیه در لندن است که در منطقه سات‌ارک لندن واقع شده‌است.

## خصوصیات
نانهد  ۱۳٬۶۲۰ نفر جمعیت دارد.